# Maison au 3, place Château-Saint-Léon à Eguisheim
La maison au 3, place Château-Saint-Léon est un monument historique situé à Eguisheim, dans le département français du Haut-Rhin.

## Localisation
Ce bâtiment est situé au 3, place Château-Saint-Léon à Eguisheim.

## Historique
L'édifice fait l'objet d'une inscription au titre des monuments historiques depuis 1934.